# Michael Bojesen

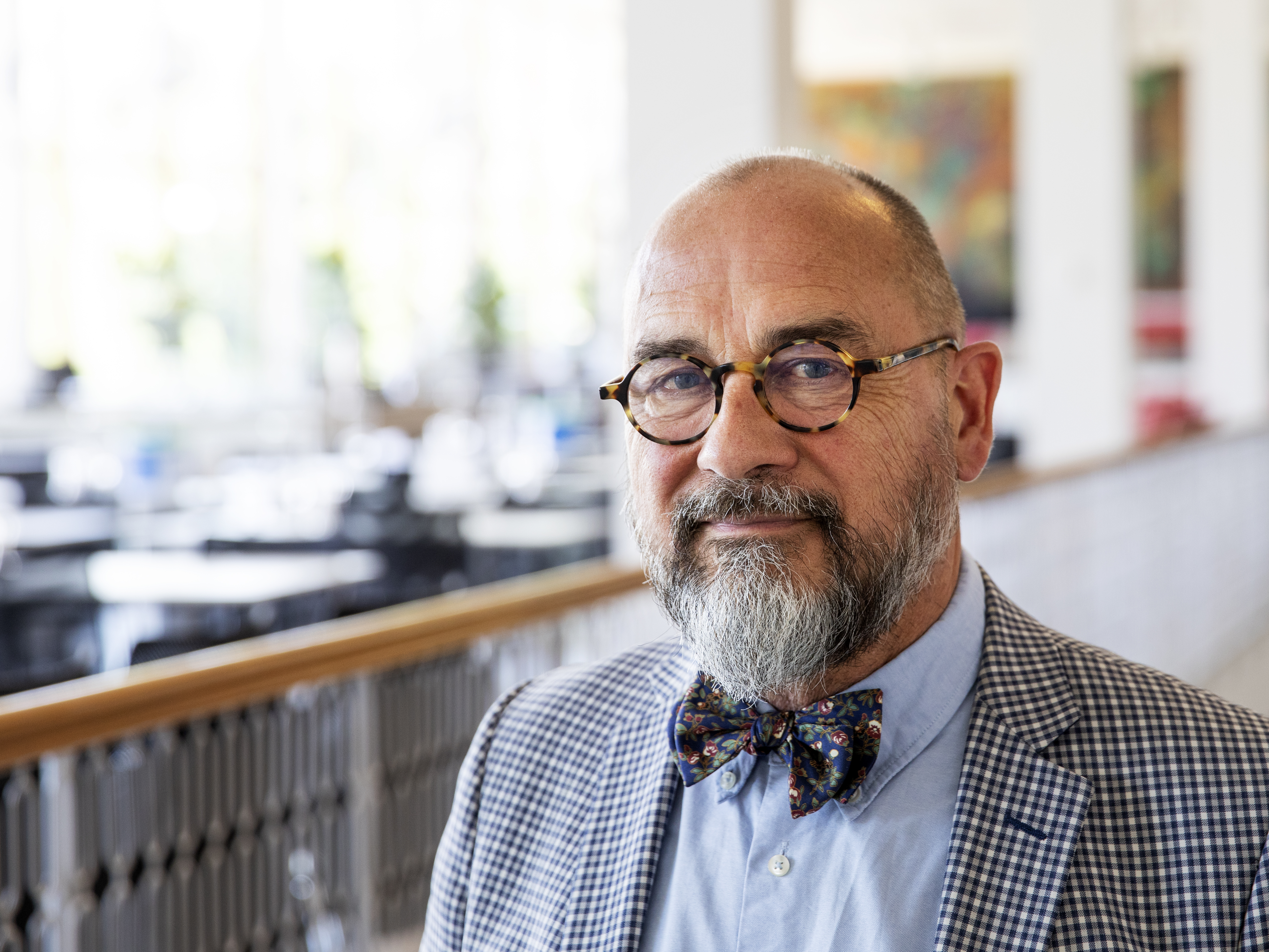
Michael Bojesen

Michael Bojesen is een Deens componist met een landelijke reputatie.
Hij studeerde in 1984 af aan de Koninklijke Deense muziekacademie. Hij groeide uit tot een van de meest bekende componisten van koormuziek, hoewel hij ook enkele composities voor orkest op zijn naam heeft staan.
Michael Bojesen gaf les in de "Copenhagen Municipal Choir school" en in het Sankt Annae-gymnasium. Vooral het schoolkoor van het gymnasium, met name een jeugdkoor van ruim 250 zangers (en hiermee het grootste koor van Europa), werd verschillende jaren succesvol door hem gedirigeerd. Later werd hij dirigent van het koor Camerata (1989).
Ondertussen gaf Michael Bojesen zelf les aan de Koninklijke Deense muziekacademie, en deden tal van muzikale ensembles beroep op hem voor compositieopdrachten. Hierdoor werd hij in 1998 verkozen tot de "Componist van koormuziek van het jaar". Sinds 2001 is Michael directeur van het Deens nationaal meisjeskoor.

## Werken
- Pater Noster (1991)
- Evigheden
- These are the days

- Bibliothèque nationale de France: cb166962733 (data)
- Gemeinsame Normdatei: 142697028
- International Standard Name Identifier: 0000 0001 0737 5655
- Library of Congress Control Number: no97060880
- MusicBrainz: 64d8b300-384b-47d1-9ac9-5364f5b03e2c
- Système universitaire de documentation: 169329739
- Virtual International Authority File: 51297590
- WorldCat: E39PBJw4GGMxbTtpVvHmDJpMfq